# Orchamoplatus citri
Orchamoplatus citri là một loài côn trùng cánh nửa trong họ Aleyrodidae, phân họ Aleyrodinae.
Orchamoplatus citri được Takahashi miêu tả khoa học đầu tiên năm 1940.